# Cibicidella
Cibicidella es un género de foraminífero bentónico de la subfamilia Planorbulininae, de la familia Planorbulinidae, de la superfamilia Planorbulinoidea, del suborden Rotaliina y del orden Rotaliida. Su especie tipo es Truncatulina variabilis. Su rango cronoestratigráfico abarca el Holoceno.

## Discusión
Clasificaciones previas incluían Cibicidella en la subfamilia Annulocibicidinae de la familia Cibicididae.

## Clasificación
Cibicidella incluye a la siguiente especie:
- Cibicidella variabilis, también aceptado como Planorbulina variabilis

Otra especie considerada en Cibicidella es:
- Cibicidella neovariabilis, de posición genérica incierta